# Mattéo Lalanne
Pour les articles homonymes, voir Lalanne.
Pas d'image ? Cliquez ici

a Compétitions nationales et continentales officielles uniquement.

Dernière mise à jour le 24 février 2025.
Mattéo Lalanne, né le 18 mai 2001, est un joueur français de rugby à XV jouant au poste de pilier droit avec le Stade montois.

## Biographie

### Jeunesse et formation
Mattéo Lalanne naît le 18 mai 2001 et grandit à Mugron, en Chalosse, dans les Landes.
Il commence la pratique du rugby à XV en 2006 à l'Union sportive mugronnaise, avant de rejoindre le Stade montois en 2014. 

### Carrière professionnelle
Lors de la saison 2020-2021, Mattéo Lalanne fait ses débuts avec l'équipe première du Stade montois, entrant en jeu pour la première fois au stade Sapiac contre l'US Montauban, à l'occasion d'une défaite des siens. Lors de son premier match professionnel, il évolue brièvement aux côtés de son cousin Yann Brethous. Mattéo Lalanne entre en jeu et évolue à quatre reprises au total lors de cette première saison. En avril 2021, il est retenu pour un stage au CREPS de Toulouse en compagnie de Léo Banos et Raphaël Robic, en vue d'intégrer l'équipe de France de rugby à XV des moins de 20 ans « développement », en préparation du Tournoi des Six Nations des moins de 20 ans 2021. Il est remplaçant lors du match de préparation contre l'Italie.
Lors de la saison suivante, Lalanne est l'auteur d'une performance remarquée face à l'US Carcassone en janvier 2022, qui permet aux Montois de s'imposer. La semaine suivante, il connaît sa première titularisation contre l'USON Nevers au stade du Pré Fleuri, au sein d'un effectif rajeuni pour l'occasion.
En 2022-2023, il est freiné par une grave blessure au ménisque du genou gauche qui le tient éloigné des terrains près de huit mois,. Néanmoins, Mattéo Lalanne signe son premier contrat professionnel.
Au début de la saison 2023-2024, il intègre pleinement le groupe professionnel du Stade montois, qui mise sur une nouvelle génération de joueurs prometteurs comme Léo Banos (prêté par le Stade toulousain), Raphaël Darquier ou Raphaël Robic,. Au fil de la saison, Mattéo Lalanne gagne en temps de jeu au poste de pilier droit,.